# 97–99
97–99 är ett samlingsalbum av Division of Laura Lee, utgivet 2003.

## Låtlista
1. "Guess My Name" 2:57
2. "Love Stethoscope" - 3:04
3. "Stereotype" 2:47
4. "44" 4:05
5. "Time to Live" 5:08
6. "Royal Club" 2:43
7. "The Soul of Laura" - 3:51
8. "Chart Music" 3:09
9. "Tongue Twister" 0:53
10. "Stop! Go!" 2:52
11. "Coffeemaker" 3:15
12. "How Good Are You" 3:11